# 托妮·阿姆
托妮·克莉絲汀·阿姆（丹麥語：Tonny Kristine Ahm，1914年9月21日—1993年），舊姓歐爾森（丹麥語：Olsen），是丹麥的一名女子羽球運動員。
她在1935年至1957年間贏得了26次丹麥全國錦標賽，而在著名的全英錦標賽中贏得了11座冠軍，其中只有一次是在年滿30歲之後奪得。年過40歲之後，她在第一屆優霸盃（女子世界團體錦標賽）中為丹麥隊出戰單打，並幫助她的球隊獲得亞軍。
阿姆於1997年入選羽球名人堂。